# دنیس کارنیل
دنیس کارنیل (انگلیسی: Denys Carnill; ۱۱ مارس ۱۹۲۶ – ۳۰ مارس ۲۰۱۶)، بازیکن هاکی روی چمن، و بازیکن کریکت اهل کشور انگلستان بود.
دنیس کارنیل بهترین بازیکن سه دوره از المپیک در سال های 1952، 1956و 1960 شد. او همچنین در سال 1950 جزو بازیکنان کریکت دانشگاه آکسفورد بود. دنیس کارنیل از سال 1951 به مدت 33 سال در مدرسه دولتی دین کلوز در چلتنهام معلم بود و در آنجا تاریخ، اقتصاد و هاکی تدریس می کرد، او همچنین در یک برنامه تلویزیونی بی‌بی‌سی در دهه 1950 مشارکت داشت و به کودکان نحوه انجام این ورزش را آموزش می‌داد. 
در سال‌های پس از جنگ، چلتنهام یکی از قوی‌ترین باشگاه‌های هاکی در گلاسترشایر بود که به لطف حضور کارنهیل در تیم، بهترین مدافع کناری انگلستان در آن زمان بود. دنیس در بسیاری از موارد برای کانتی بازی کرد و همچنین نماینده کانتی شرقی بود. او اولین بازی ملی از 45 بازی ملی خود در انگلیس را که بیش از 10 سال طول کشید، در پیروزی 4-0 مقابل ولز در بورنموث در سال 1950 برد.
دنیس کارنیل در 11 مارچ سال 1926 به دنیا آمد و در 30 مارچ 2016 در سن 90 سالگی درگذشت. وی زاده Hampstead بود و او در سال 1964 به عنوان مدیر تیم توکیو منصوب شد اما هشت ماه قبل از بازی ها از سمت خود استعفا داد.
دنیس با همسرش پم در رقص باشگاه هاکی چلتنهام در ژانویه 1961 ملاقات کرد و در آگوست همان سال در کلیسای کوچک دین کلوز با او ازدواج کرد.
|  |